# 鸡骨常山属
鸡骨常山属（学名：Alstonia），又稱黑板樹屬，是夹竹桃科下的一个属。该属共有约50种，分布于热带非洲和亚洲至波里尼西亚。
属名Alstonia为纪念蘇格蘭植物学家查爾斯·奧斯頓而命名。

## 物种
本属包括以下物种：
- Alstonia angustiloba
- 黄花羊角棉 Alstonia henryi
- 大叶糖胶树 Alstonia macrophylla
- 羊角棉 Alstonia mairei
- 竹叶羊角棉 Alstonia neriifolia
- Alstonia pneumatophora
- 盆架树 Alstonia rostrata
- 岩生羊角棉 Alstonia rupestris
- 黑板树 Alstonia scholaris
- Alstonia venenata
- 鸡骨常山 Alstonia yunnanensis